# Amietophrynus turkanae
Amietophrynus turkanae là một loài cóc thuộc họ Bufonidae.
Đây là loài đặc hữu của Kenya.
Môi trường sống tự nhiên của chúng là xavan khô, vùng cây bụi khô khu vực nhiệt đới hoặc cận nhiệt đới, sông ngòi, và hồ nước ngọt.